# Gnypeta pallidipes
Gnypeta pallidipes är en skalbaggsart som beskrevs av Thomas Casey 1911. Gnypeta pallidipes ingår i släktet Gnypeta och familjen kortvingar. Inga underarter finns listade i Catalogue of Life.